# Antonio Sigler de Huerta
Antonio Sigler de Huerta fue un dramaturgo y poeta madrileño de los dos primeros tercios del siglo xvii. 

## Biografía
Muy poco y bastante inseguro se sabe sobre él; estuvo en Roma antes de participar en diversos certámenes y academias entre 1623 y 1626. Después participó en la Academia del Buen Retiro de 1637, conocida también como Academia burlesca del Buen Retiro, celebrada durante el mes de febrero como uno más de los festejos reales en las fiestas de Carnestolendas. Queda noticia de que aportó una glosa y unos ovillejos.
Como dramaturgo solo se ha conservado obra suya en colaboración con otros autores. Con Pedro Rosete en Chico Baturi y Julián y Basilisa, y con otros cuatro ingenios en La luna africana. También se le menciona en los vejámenes de Francisco de Rojas Zorrilla y de Jerónimo de Cáncer.

## Obras
- Con Juan de Zabaleta y Juan Vélez de Guevara, Amor vencido de Amor, Madrid, 1666
- Con Juan de Zabaleta y Juan Vélez de Guevara, Las cinco blancas de Juan de Espera en Dios, Madrid, 1669
- Con Juan de Zabaleta y Juan Vélez de Guevara, Competidores y amigos, Madrid, 1653
- Con Jerónimo de Cáncer y Pedro Rosete, Chico Baturi, y siempre es culpa la desgracia
- Con Jerónimo de Cáncer y Pedro Rosete; Las doncellas de Madrid, Biblioteca Real de Viena, ms. 3487
- Con Jerónimo de Cáncer y Pedro Rosete, Julián y Basilisa, Madrid, 1660
- Con Luis y Juan Vélez de Guevara, Luis Belmonte Bermúdez, Alonso Alfaro, Agustín Moreto, Antonio Martínez de Meneses, Jerónimo de Cáncer y Pedro Rosete, La luna africana, Madrid, 1733
- No hay bien sin ajeno daño, Madrid, 1652.